# JR (Achterbahnmodell)
JR ist die Bezeichnung eines Stahlachterbahnmodells des Herstellers I.E. Park, nden erstmals 2004 ausgeliefert wurde. Von JR gibt es sechs Varianten: 30, 30S, 30 Corkscrew, 40, 45 und 120. Außerdem existiert mit Cliffhanger in Blackgang Chine eine kundenspezifische Variante von JR 30.
Die JR 30, 30S und 30 Corkscrew haben einen Ketten-Lifthill, die anderen Varianten einen Reibrad-Lifthill. Die Streckenlängen variieren je nach Variante (siehe Infobox). Die Variante JR 30 Corkscrew ist mit einer Inversion – dem Korkenzieher – ausgestattet. Die Anschlussleistung von allen JR-Varianten beträgt 58 kW.

## Standorte
| Achterbahn            | Betreiber                        | Land                   | Variante        | Eröffnung         | Schließung |
| --------------------- | -------------------------------- | ---------------------- | --------------- | ----------------- | ---------- |
| Chhota Bheem The Ride | Adlabs Imagica                   | Indien                 | JR 30           | 2013              |            |
| Cliffhanger           | Blackgang Chine                  | Vereinigtes Königreich | JR 30 Custom    | 28. Mai 2005      |            |
| Grand Prix            | Fun Land                         | Türkei                 | JR 40           | 2012              |            |
| Grand Prix Galaxy     | Grinnlandiya                     | Russland               | JR 30S          | 2017 oder früher  |            |
| Roller Coaster        | Taipei Children’s Amusement Park | Taiwan                 | JR 45           | 16. Dezember 2014 |            |
| Runaway Timber Train  | Landmark Forest Adventure Park   | Vereinigtes Königreich | JR 30           | 2010              |            |
| Switchback            | Gulliver’s Matlock Bath          | Vereinigtes Königreich | JR 30           | 24. Juli 2004     | 2018       |
| unbekannter Name      | Galaxy Wonderland                | Iran                   | JR 30 Corkscrew | 2015              |            |